# 星宮社

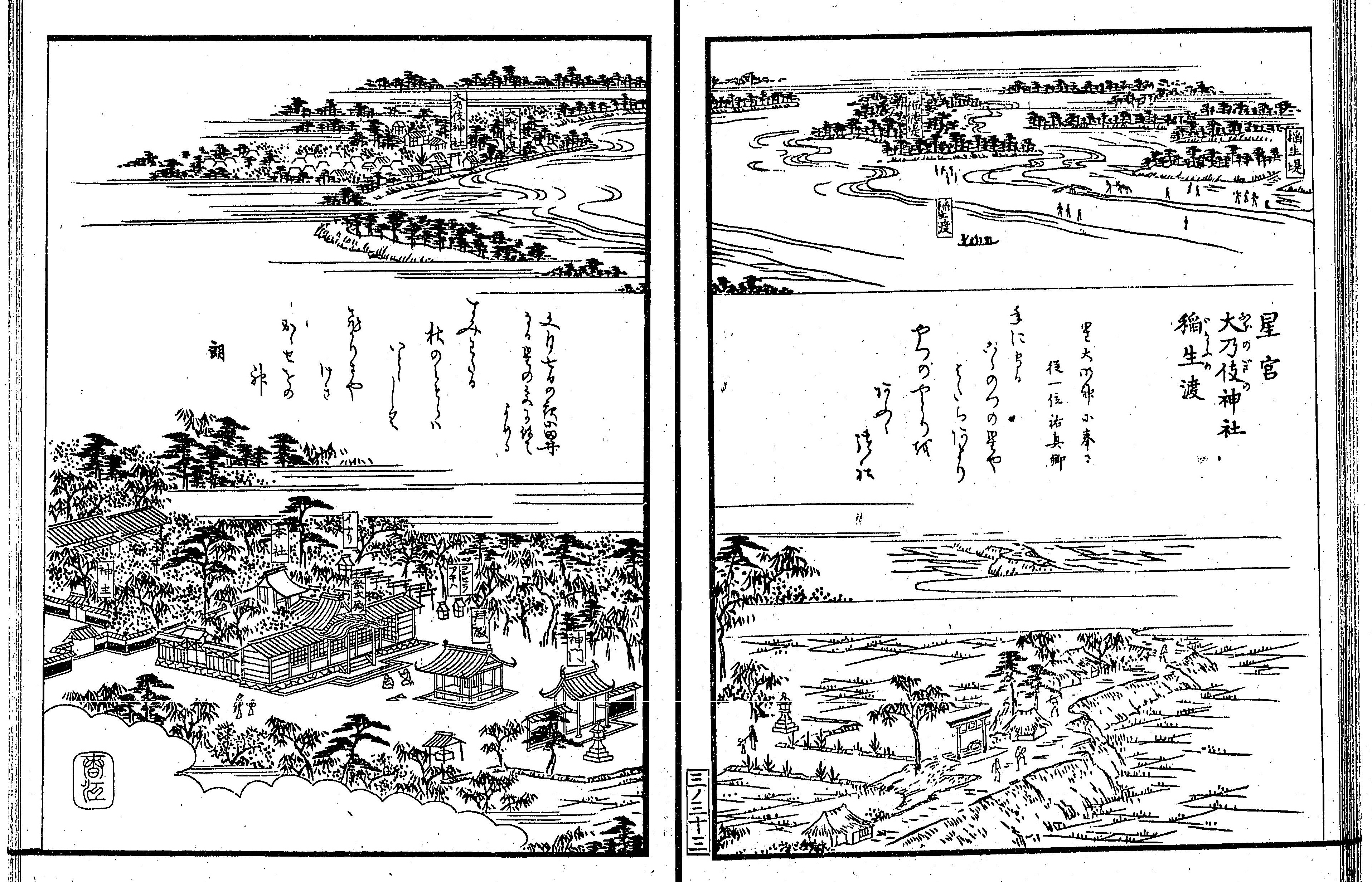
『尾張名所図会』

星宮社（ほしみやしゃ、ほしのみやしゃ）は、愛知県名古屋市南区本星崎町にある神社。

## 概要
社殿の扁額には「星崎宮」とあり、古い文献では星の宮（尾張名所図会）、星社（尾張徇行記）等とも呼ばれている。旧社格は村社。
境内社の上知我麻神社と下知我麻神社は、延喜式神名帳の尾張国愛智郡に記載され、現在は熱田神宮摂社になっている同名社の元宮という説があり、式内社論社とされることがある。

## 歴史

### 創建
文政5年（1822年）の尾張徇行記には、創建は「舒明天皇御宇の由申伝へり」とある。星崎庄（南野村）の項目では「南野隕石」に触れて、この隕石が落ちたので「星社（星宮社）」と呼ばれるようになったのではないかとし、星宮社は妙見信仰（妙見菩薩信仰）を重んじた大内氏末裔の山口氏が創建したものではないかとする考察を付している。ただし、考察の材料となる南野隕石は江戸初期に降ったものであるため、時系列が逆転し矛盾する。尾張徇行記は「愛知神名帳等に此社見へ侍ら子（ね）は」という別の理由から、この社は近世に祀られたものではないかとも付記している。
天保15年（1844年）の尾張志には、舒明天皇9年（637年）、七星が天から降り、神託があったので、往古の千竃郷であった当地に社を建てたという社説が引用されている。同書は、古来当地に鎮座していた地主神は、星宮社ではなく上下知我麻神社であって、この社が妙見信仰に変質した時期が舒明天皇9年だったのではないかという考察を付している。
大正2年（1913年）の愛知郡誌には、舒明天皇9年9月、神託によって「千竃の里に初めて星の社を建つ」とだけある。
尾張国の国内神名帳には、星宮社の神名は記載されていない。
創建時の星宮社は、今の笠寺小学校のあたり（星崎城址）に建てられたが、織田信長が星崎城を築城する際、現在の地へ移されたとの説がある。現在の社地は、笠寺台地の「星崎の岬」の端部だった。
笠寺台地は古代、松炬（まつきょ、まつご、まつこ）島（松姤島、松巨島）と呼ばれた場所で、尾張国造の乎止与命（上知我麻神社の祭神）の館があったという。

### 星と隕石に関する伝承
| 南野隕石の落下地であることを示す石碑。（名古屋市南区南野、2022年（令和4年）1月）  |  | 南野隕石を祀る喚続社。（名古屋市南区星崎、2022年（令和4年）1月）  |
| 南野隕石の落下地であることを示す石碑。 （名古屋市南区南野、2022年（令和4年）1月） |  | 南野隕石を祀る喚続社。 （名古屋市南区星崎、2022年（令和4年）1月） |

星崎一帯には、古来から星や隕石についての記録や伝承が残っている。星崎の地名については以下の説がある。
- 尾張徇行記は、承平5年（935年）、平将門の乱が起きた際、勅命により熱田大明神（熱田神宮）で平将門調伏の祈願を行ったという伝承を記している。別説に、「熱田年中行事」には、熱田神宮の神輿を星宮社に渡御したとある。社家が祈願をすると、星宮社で七星が耀いたので、その村を星崎と呼ぶようになったという。

- 尾張志は、「星社あるによりておこれる星崎の地名ならむには星崎とよめる歌の堀河天皇初度の百首に見えたるにても其時代は大概おしはからるる也」とし、星宮社が地名の由来であるとしている。愛知郡誌は、同じく「星崎の地名は、星宮社有によりて起これるものならんか」と考察を付している。

- 毎日新聞の「町名由来記」（1954年）は、元久2年5月24日（1205年）、入江に明星が降りたことから星崎と鳴海の地名が生じたと記している[5]。この伝承は修験地蔵院の地蔵縁起に基づくものであり、尾張徇行記の山崎村の項にも記載されている。同日、天地がにわかに震動し、海上が鳴り響き、数多くの星が雷のように光輝いた。しかし、里人が海上に出てみると何の痕跡も残っていなかった。この時から「なるみ（成海）」を「鳴海」と表記するようになり、明星が下った場所を「星崎」と呼ぶようになったという[6]。

確実な記録としては、寛永9年8月14日（1632年）、本地村の隣村であった南野村に落ちた「南野隕石」がある。当時の様子が尾張名所図会の付録「小治田之真清水」に描かれている。隕石は「星石」として民家に保存されていたが、文政12年（1829年）、同村にある喚続社（よびつぎしゃ）に寄進され、その神体になった。隕石を収められている木箱には表に「霊石」と書かれている。昭和51年8月15日（1976年）、国立科学博物館の村山定夫により隕石と同定され、「南野隕石」と命名された。現在、落下年代が分かっている隕石としては、直方隕石に次ぎ、日本で2番目に古いものである。
8世紀、13世紀にもこの地方に「隕石が落ちた」という言い伝えがある。その一部は上記の承平5年（935年）と元久2年（1205年）の伝承を指していると考えられる。なお、星宮社が隕石の落下地点であるとか、隕石を神体として祀っているというわけではない。

### 平将門調伏の祈願に関する伝承
笠寺には、尾張徇行記にある平将門調伏の祈願の伝承に関する遺跡が幾つか残っている。
- 笠寺小学校の西にある訶愚突知社（秋葉社）は、熱田神宮の神輿を渡御した場所で、神輿山（御輿山）の古称がある[3]。

- 笠寺七所神社[8]は、星宮社の平将門調伏の祈願に霊験があったので、天下安寧を祈るために熱田七神を勧請したものという伝承がある。

- 笠寺小学校の北にある丹八山には、平将門の首塚がある。丹八山は史跡ではなく、石川丹八郎が整備して寄贈した公園であるが、笠寺七所神社の霊地であることは同社の社説で肯定されている。

### 沿革
- 舒明天皇9年（637年） - 創建。

- 承平5年（935年） - 熱田神宮社家により神輿山で平将門の乱の調伏を祈願。

- 元久2年5月24日（1205年） - 入江に明星が降りる。

- 寛永9年8月14日（1632年） - 南野村に南野隕石が落下。

## 祭神

### 天津甕星神
愛知郡誌は、祭神を国常立命と香々背男神の二柱としている。香々背男神は天津甕星神の別名である。
天津甕星神は、星の神である。
葦原中国平定において武甕槌神と經津主神の武神二神に最後まで抵抗したという「まつろわぬ神」でもある。軍神であり、守護武運長久の神である。茨城県日立市にある大甕神社には、常陸国で建葉槌命（静神社の祭神）により討伐され、同地にある宿魂石に封じられたという伝承がある。
神社の前にある御手洗池は、平将門調伏の祈願の間、眉や目が分からないほど血に染まった者がその顔を洗ったことから「七面池」の称がある。本地村の西南の大津を往来する船のために「七柱」の立標を立てたという伝承もある。境内にある灯籠には「七星紋」が刻まれている。平将門調伏の伝承に登場する「七星」のほか、七面、七柱、七星紋といった数字は、星宮社が早くから妙見信仰に基づく神社と認識されていたことを示唆している。

### 境内社
寛文覚書（寛文村々覚書）には、氏神一ヶ所に「星宮 天王山神二社」があると記されている。
尾張徇行記には、摂社上智我麻神社、下智我麻神社、神明天王相殿、稲荷秋葉相殿、霊社の5社があると記されている。
尾張志には、上知我麻社、下知我麻社、神明社天王相殿、霊社、稲荷社秋葉相殿、秋葉社、金毘羅社の7社があると記されている。
尾張名所図会の「星の宮」の図会では、本社に並んで左から「コンピラ、神明、本社、イナリ、アキハ、レイ社」、その背後の高台の二宇に「イナツヲキナノ社」を注釈している。
現在の境内社は、以下の9社である。
- 摂社 上知我麻神社
- 摂社 下知我麻神社
- 白山社
- 琴比羅社
- 天王社神明社相殿
- 加具土社
- 軻遇突智社
- 霊社
- 英霊社

### 祭事
- 例祭：10月第1日曜とその前日（本地祭り）

## 上下知我麻神社について

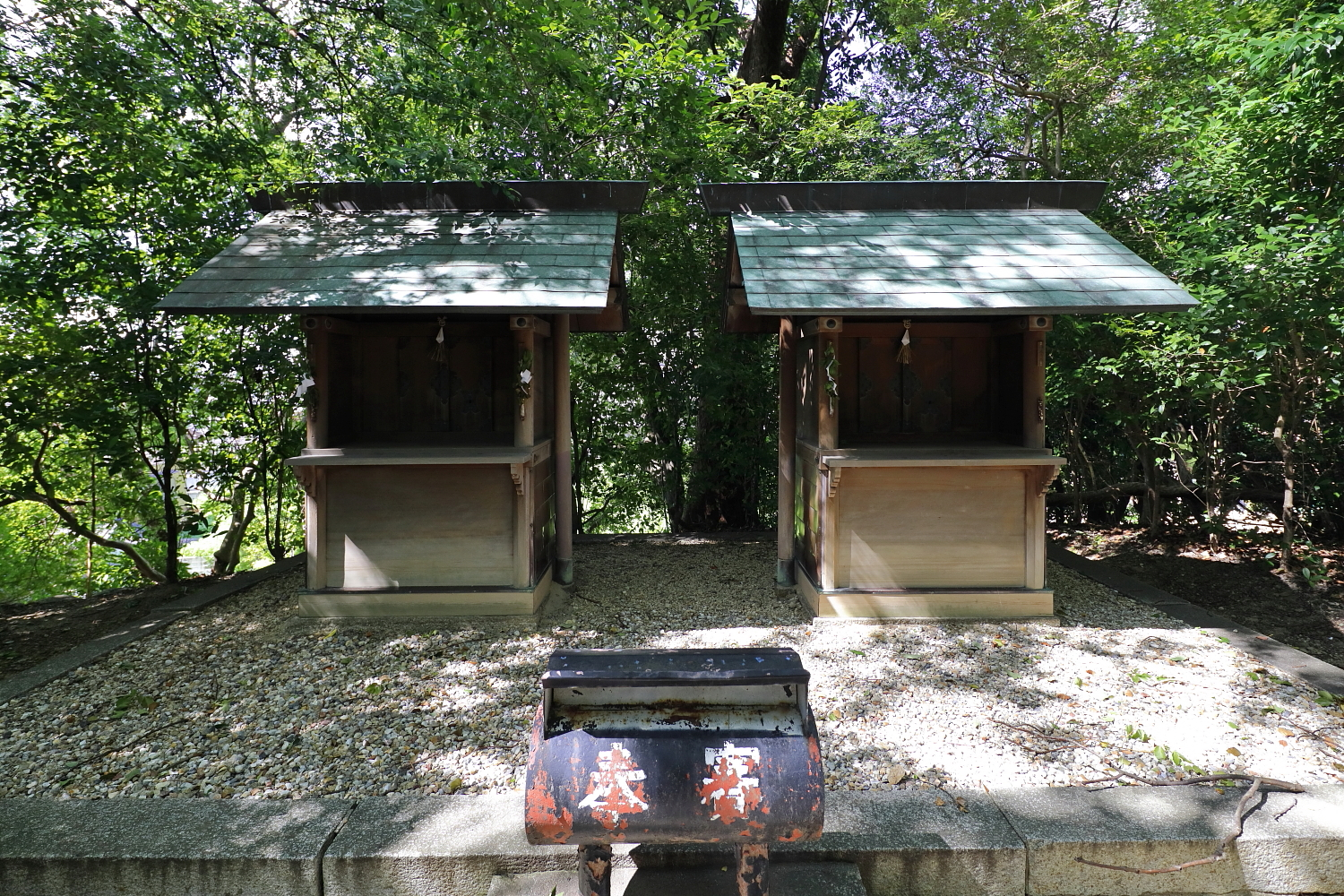
上知我麻神社（画像右）・下知我麻神社（画像左）（2021年（令和3年）8月）

### 祭神

#### 乎止与命（上知我麻神社）
真敷刀俾命、伊奈突智老翁（下知我麻神社）。
本宮の裏手の山頂に、上知我麻神社と下知我麻神社の二社があり、一対で建稲種命と宮簀媛命の親神二柱を祀っている。二柱は尾張国造として東南の火高（現在の大高。氷上姉子神社の社地）に城館を構え、その子孫である尾張氏は熱田神宮大宮司家を務めた。
尾張志及び尾張は、下社の祭神を真敷刀俾命と伊奈突智老翁の二柱としている。尾張徇行記は、星宮社の絶頂に「伊奈突智翁」を祀る小社があると記している。尾張名所図会は、本宮の裏手の山頂に「イナツヲキナノ社」を描いている。南区の解説では、知我麻神社は伊奈突智老翁を祀っているが、上下社のいずれであるかについては明言していない。
伊奈突智老翁は、南区の解説では当地に製塩を伝来した人物である。尾張徇行記は、初めてこの地に土竈で堅塩（固形の塩）を焼く技術を伝来した人物で、その功に報いるために祀られた「土竈の祖神」であるとしている。尾張志は、伊奈突智老翁は当地に塩竈により海潮を焼く技術を伝来した人物を称える神名であるとしている。記紀に基づけば塩土老翁とするべきところを、伊奈突智老翁としているのは、中世より前の神名を継承している証としている。この辺りはかつての海岸線で、製塩が盛んだった。

### 式内知我麻神社
上知我麻神社及び下知我麻神社は、延喜式式神名帳の尾張国愛智郡に記載されている小社（式内社）である。星宮社摂社の知我麻神社は、熱田神宮摂社の知我麻神社とともに、この式内の知我麻神社の論社である。星宮社の知我麻神社を、熱田神宮の知我麻神社の元宮とする意見がある。
尾張志は、「いささか臆説を交へてくたくたしく書つつけつ」と断りつつも、以下の考察を付している。
- 平将門調伏の祈祷のために、星宮社に熱田神宮の神輿を渡御した背景には、二社には当時から境外摂社と本宮のような深い関係があったからとする。後世、上下知我麻神社が熱田神宮の市場町（当時の源太夫社。現在の熱田神宮境内摂社の上知我麻神社）と旗屋町（当時の紀太夫社。現在の熱田神宮境内摂社の下知我麻神社）に遷祀したのも、その関係の深さのためとしている。

- 倭名類聚抄の「愛智郡千竃郷」は、星崎七村の古地名であり、近世に熱田を千竃荘と呼んだのは誤りとする。熱田の上下知我麻神社が、近世まで源太夫社及び紀太夫社と呼ばれてきたのは、そこが「知我麻（千竃）」ではなかったからであるとする。また二社の位置関係が、その「上下」の序列に反して、下社がより本宮に近い場所にあるのも、別地から遷祀した傍証とする。なお、大日本地名辞書は、尾張志の引用にかかわらず、星崎を千竃郷ではなく作良郷に比定している。

- 上下知我麻神社は、往古は千竃郷の星崎七村のうち、上下二ヶ所にそれぞれ分かれて鎮座していたとする。

特選神名牒は、下知我麻神社について「又下知我麻社も上古は下千竃と云地にましましを後に此処に移しまつれるなるべしと云り姑く附て考に備ふ」と記し、尾張志と同じく、上下の称は、千竃郷の元宮における地名を表したものという伝承を付している。

## 交通アクセス
- 名鉄名古屋本線 本星崎駅下車、徒歩で約10分。

## 関連する神社

### 訶愚突知社
住所：愛知県名古屋市南区本星崎町寺坂726番地
祭神：（不明）
旧無格社。秋葉社ともいう。主祭神は訶愚突知命と考えられる。
平将門調伏の祈願を行ったとされる笠寺小学校西の神輿山に鎮座する。神輿山は、尾張徇行記には「神輿塚」「七面塚」とも称すると記されている。この地でその旧事を伝えるために放生会が開かれてきたともある。
尾張徇行記にはその山に祠宇があるという記述はない。大正年間に発刊された愛知郡誌には社名の記載がある。

### 喚続社
住所：愛知県名古屋市南区星崎一丁目146番地
祭神：天照皇大神、国常立尊、瓊々杵尊
町名変更前の住所地は「星崎町字殿海道463番地」だった。
旧村社。尾張徇行記には「神明祠」、尾張志には「呼続神明社」ともある。
南野隕石を神体とする。

### 七所神社
住所：愛知県名古屋市南区粕畠町一丁目24番地
祭神：日本武命、宮簀媛命、宇賀御魂命、乎止与命、須佐之男命、天穂日命、天忍穂耳命
旧郷社。尾張徇行記には「七所明神社」「七所宮」ともある。
天慶年間（938年 - 947年）、星崎で行われた平将門調伏の祈願に神威があったので、天下の安寧を祈るために熱田七社を勧請したと伝わる。明治神社誌料は、創建年代については永承年間（1046年 - 1053年）とも「或書に見えたり」と付記している。愛知郡誌は「社伝に曰く、永承年間勧請」としている。